# Scott Strange
Scott Strange (Perth, 7 april 1977) is een Australische golfprofessional.

## Amateur

#### Gewonnen
- 1998: Western Australian Amateur Championship
- 2000: Lake Macquarie Amateur Championship

## Professional
Scott Strange werd in 2001 professional en speelt sinds 2003 op de Aziatische PGA Tour (AT) en sinds 2005 op de Europese PGA Tour (ET). In 2008 won hij The Celtic Manor Wales Open met een score van 63-66-69-64 voor een totaal van 262 (-22), waarbij hij vanaf het begin aan de leiding stond. Zijn tweede overwinning kwam buiten Europa, maar telt voor de Europese Tour. Hij won in Peking met -8. In 2009 won hij de Order of Merit van de OneAsia Tour.

#### Gewonnen
Australische Tour
- 2002: Vanuatu Open
- 2003: Port Hedland Classic
- 2005: Vanuatu Open

Aziatische Tour
- 2005: Myanmar Open
- 2006: Philippine Open
- 2009: Volvo China Open

Europese Tour
- 2008: The Celtic Manor Wales Open
- 2009: Volvo China Open